# Кріс Вайт (веслувальник)
Кріс Вайт (англ. Chris White, 9 вересня 1960) — новозеландський академічний веслувальник.
Бронзовий призер Олімпійських Ігор 1988 року в складі розпашної четвірки зі стерновим, учасник 1984, 1992, 1996 років.
Срібний призер Ігор Співдружності 1986 року в складі розпашної четвірки зі стерновим.
Чемпіон світу 1982, 1983 років у складі вісімки, срібний призер 1986, 1995 років у складі розпашної четвірки зі стерновим.